# Centro Cultural Teatro Serrano

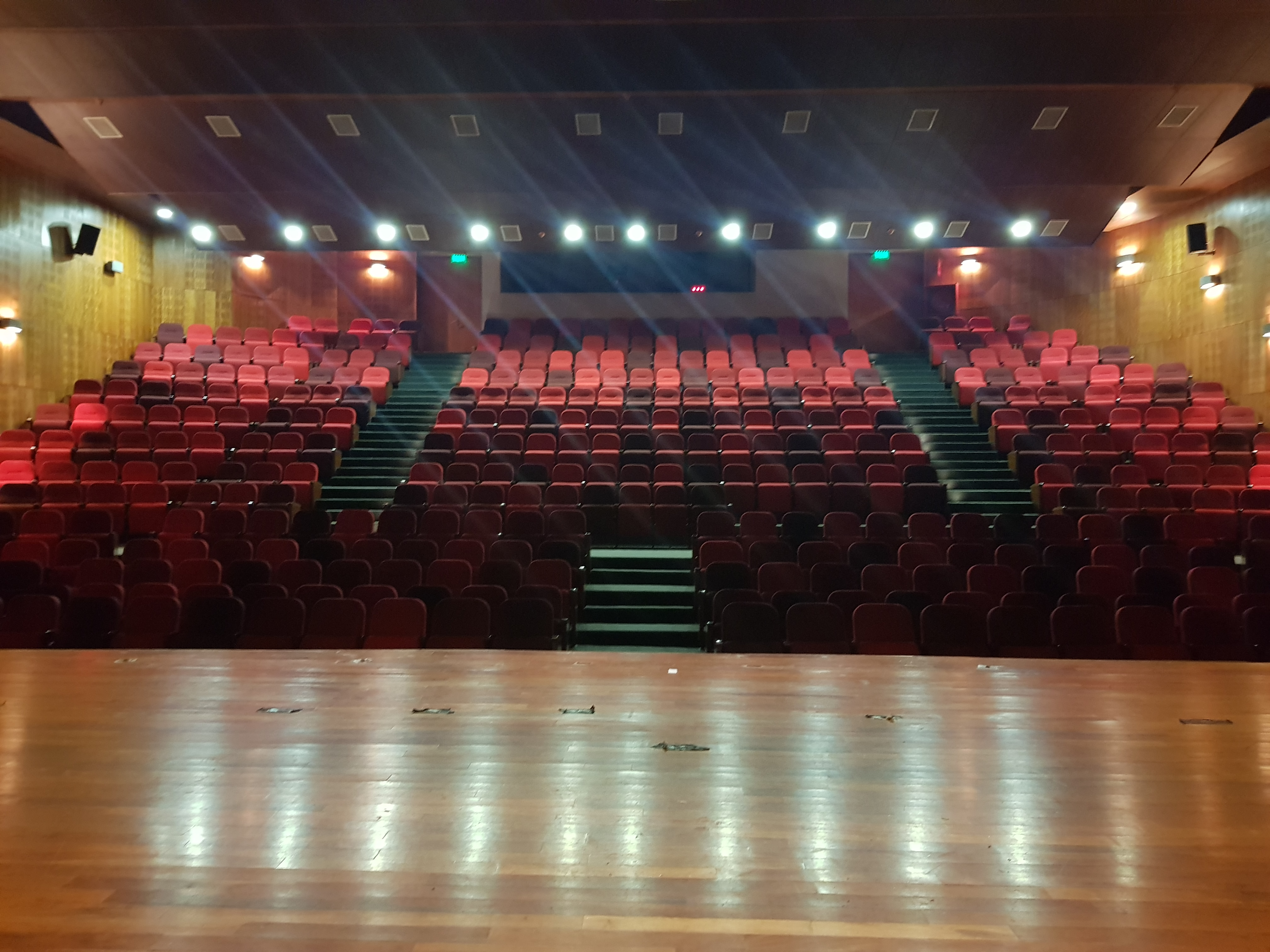
Fotografía a las butacas desde dentro del área de teatro del Centro Cultural Teatro Serrano

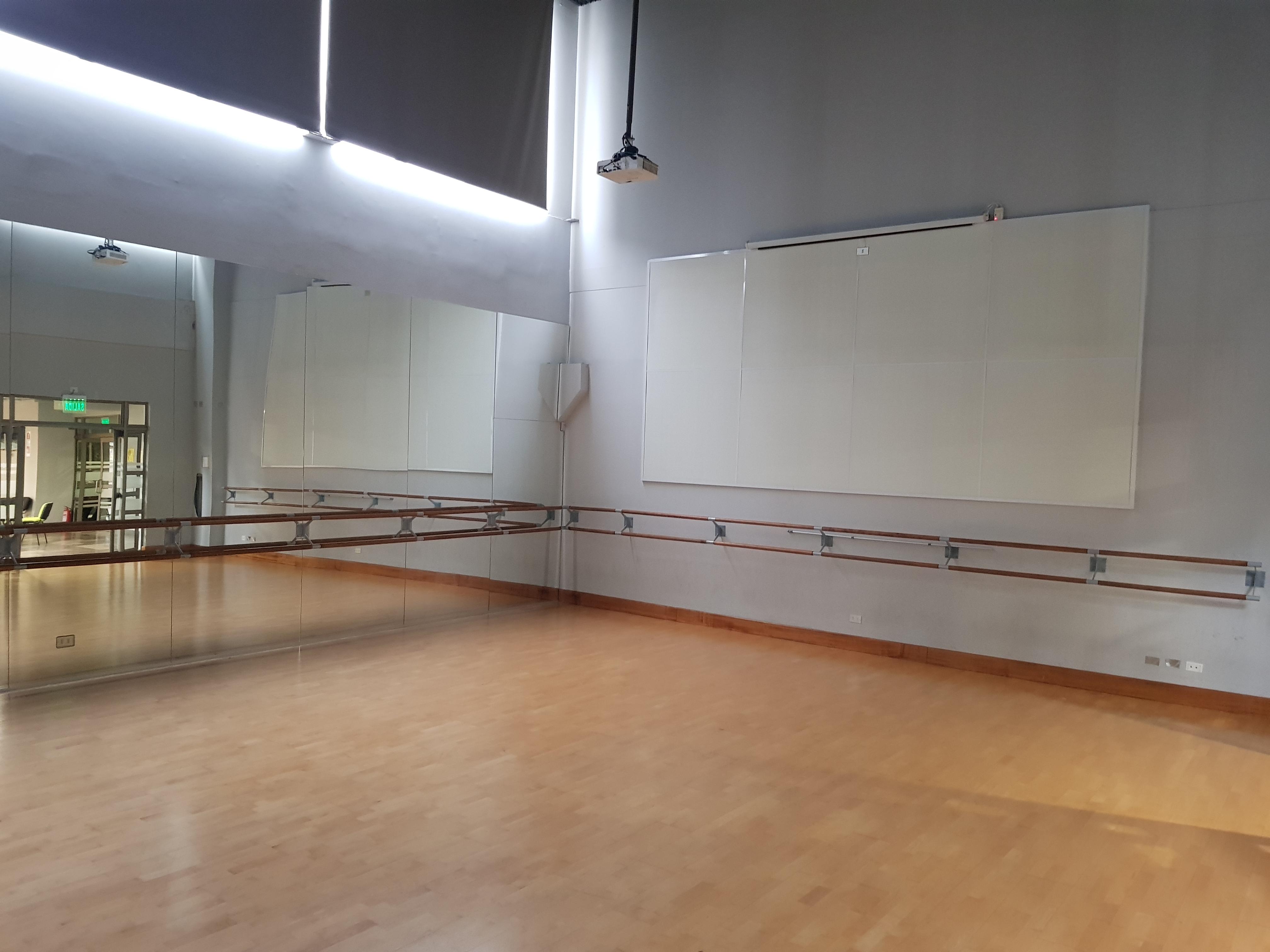
Fotografía de la sala de danza del Centro Cultural Teatro Serrano

El Centro Cultural Teatro serrano (anteriormente Teatro Serrano) es un centro cultural ubicado en la Provincia de Melipilla, en la calle Serrano, frente a la Plaza de Armas de la ciudad, donde anteriormente se ubicaba el Teatro Serrano (1933-1968). El edificio consta de una superficie de 2232 metros con una altura de 3 pisos. Los servicios con los que cuenta el Centro Cultural son, una sala de danza, sala de música, sala de exposiciones, una biblioteca, camarines, baños y un teatro con capacidad para 400 espectadores (396 butacas y 4 espacios para sillas de ruedas). La construcción del espacio fue posible gracias a una intensa lucha social por parte del Movimiento Pro Teatro Serrano, agrupación que articuló diferentes agrupaciones sociales y culturales, especialmente impulsado con la fuerza de la juventud melipillana, que entre los años 2004 hasta el 2012 conquistó todos los espacios políticos, públicos y culturales para evitar la venta del viejo inmueble por parte del alcalde udi, Fernando Pérez y luego la conquista, aprobación del proyecto actual del centro cultural, para finalmente lograr la aprobación de recursos para su construcción y materialización final por parte del Consejo Regional de $ 2300 millones FNDR del Gobierno Regional.
El día 18 de junio de 2013 se inician las obras de demolición del antiguo Teatro Serrano .Más tarde el día  6 de agosto de 2013 se da inicio oficial a la construcción del Centro Cultural de la Provincia de Melipilla cuando el exalcalde Mario Gebauer y el ex intendente metropolitano, Juan Antonio Peribonio y parte del Movimiento Pro Teatro Serrano, encabezaron la ceremonia de colocación de la primera piedra del edificio. El Centro abre sus puestas al público en primera instancia con una "marcha blanca" el día 3 de agosto del año 2016 y posteriormente se realiza una ceremonia de inauguración simbólica el día 14 de noviembre del mismo año, con la participación del ex Intendente Metropolitano, Claudio Orrego Larraín y el exalcalde de Melipilla, Mario Gebauer  junto a otras autoridades provinciales, locales y vecinos
Con la presentación de la obra “La Comadre Lola” se inauguró oficialmente el nuevo Centro Cultural Teatro Serrano

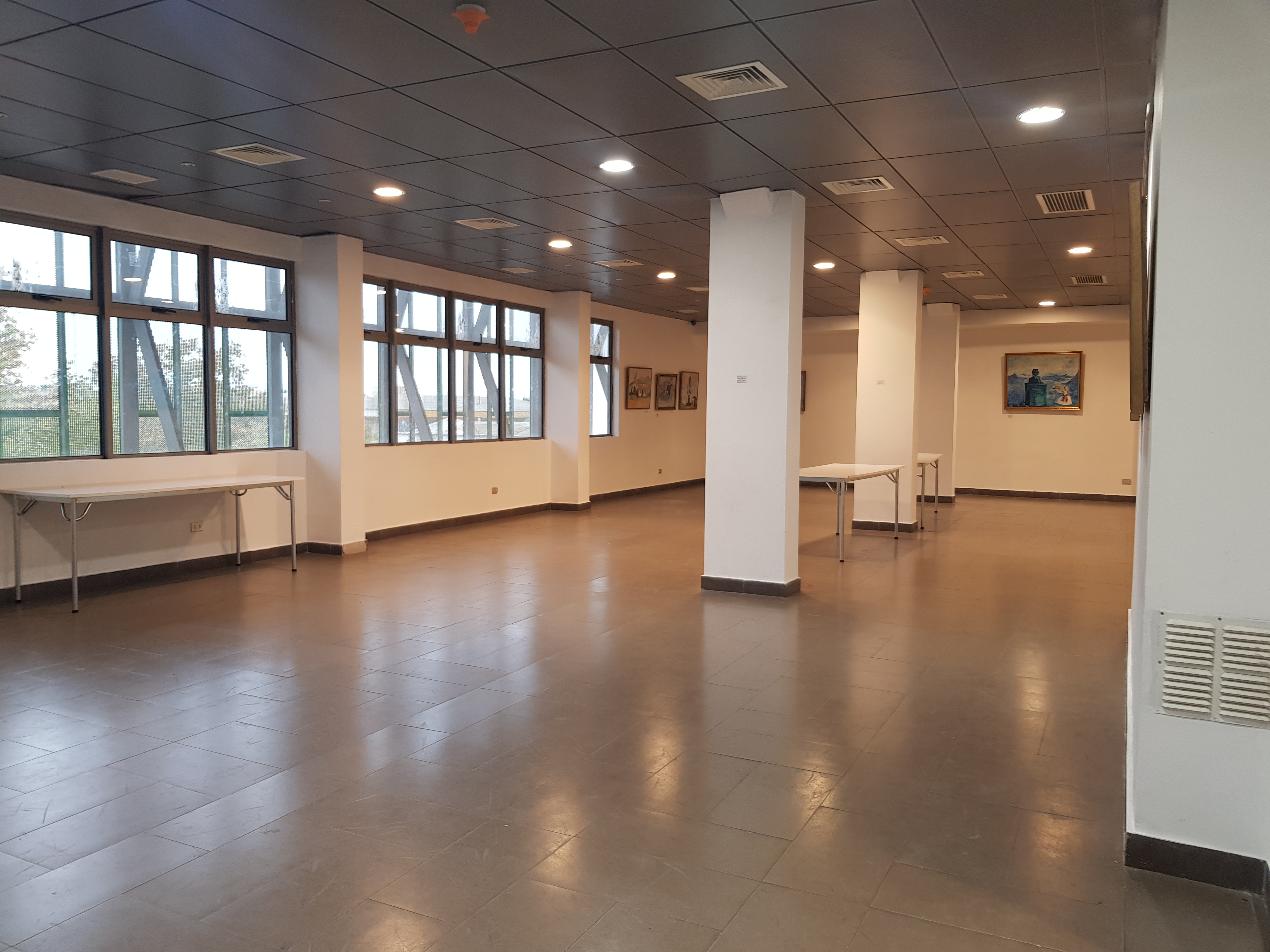
Sala de exposiciones del Centro Cultural Teatro Serrano

## Historia

### Teatro Serrano
El día viernes 11 de octubre de 1933 se inaugura oficialmente el Teatro Serrano gracias a la familia De la Presa, una familia de potentados inmigrantes españoles que poseían diversos terrenos en la zona de Melipilla. La construcción consistía en un edificio de dos pisos, con cuatro locales comerciales en su exterior, enteramente de concreto armado, decía ser asísmica e incombustible. El teatro contaba con 316 butacas en platea y 129 en galería, camarines, servicios higiénicos con lavatorios de loza y granito.

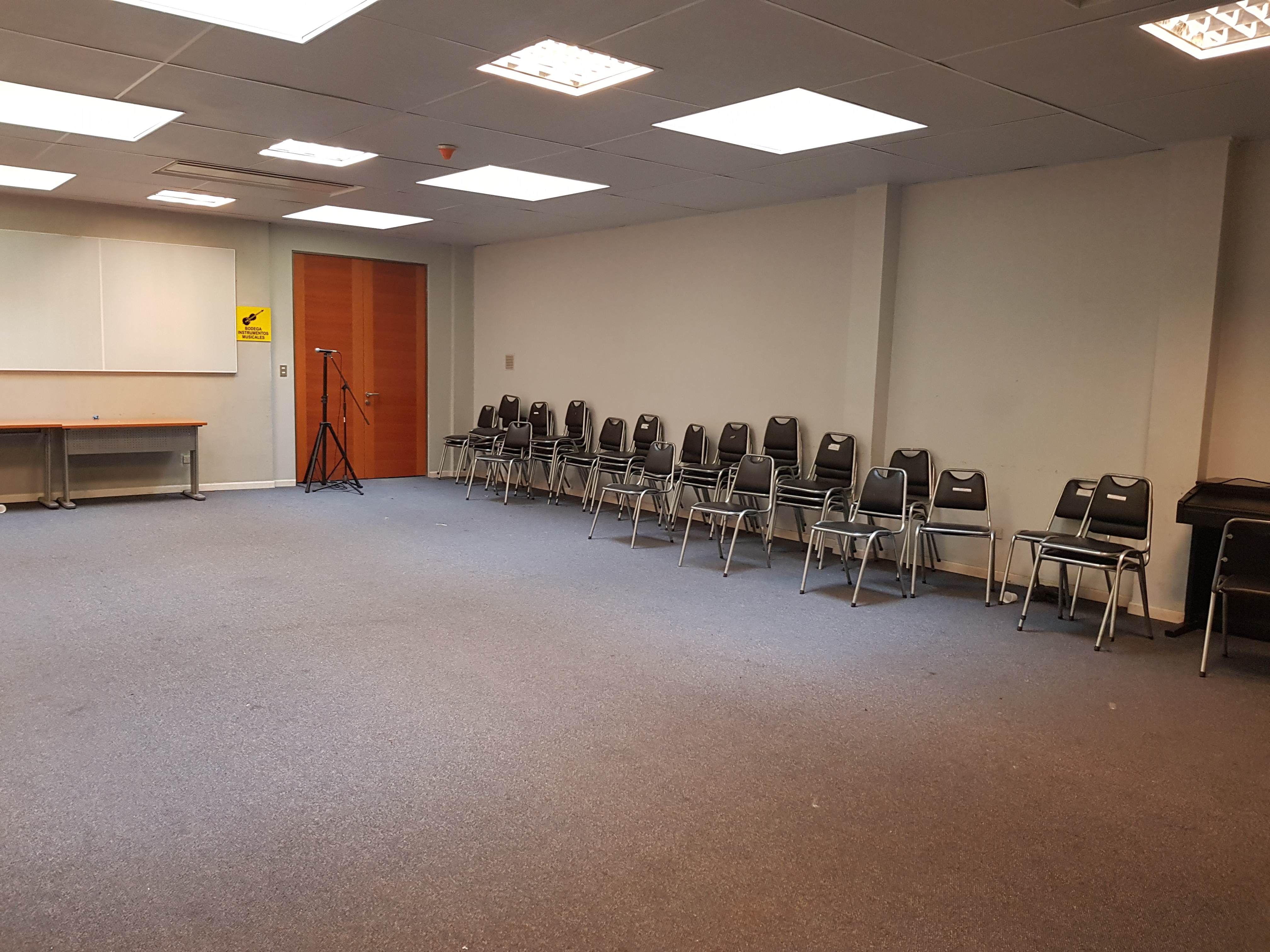
Fotografía de la sala de música del Centro Cultural Teatro Serrano

Las primeras obras que se presentaron en el teatro fueron; "Mocosita”, de Armando Moock, “Malditas sean las mujeres”, de López Meneses, y “La Prueba”, de Víctor Domingo Silva, funciones que la compañía de comedias dirigida por el actor Orlando Castillo llevó a escena.

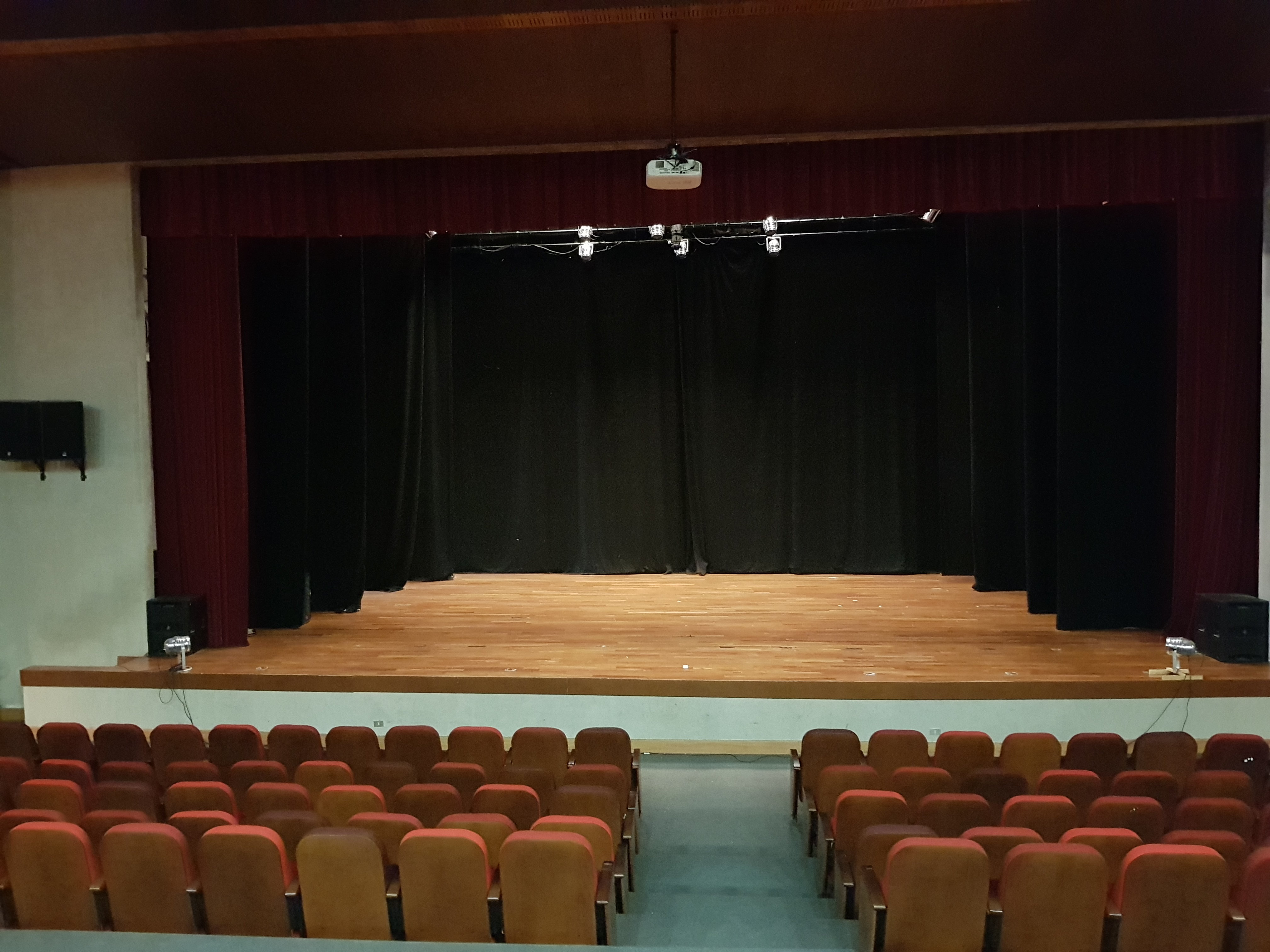
Fotografía tomada mirando al escenario desde las butacas del área de teatro del Centro Cultural Teatro Serrano

Los De la Presa, además de obras, dispusieron de una nutrida programación de cine para la gente de la provincia. Instauraron los lunes populares, también incluyeron funciones gratuitas para los clientes que compraran en sus tiendas, además, desde noviembre de 1933 se inauguraron los "jueves femeninos", que consistían en funciones a mitad de precio para las mujeres. Comenzaron a emitir películas protagonizadas por Marlene Dietrich, Carlos Gardel, Clark Gable, Greta Garbo, Clive Brooke, Boris Karloff. (actores muy populares en la época) Todo con el fin de ganar popularidad por sobre el Teatro Esmeralda (1925-1934) que se encontraba en funcionamiento en Melipilla a la vez que el Teatro Serrano.
En 1934, luego de un año desde la inauguración del Teatro Serrano, la familia De La Presa anuncia su retiro y comienzan la búsqueda de algún empresario para hacerse cargo del teatro. Luego de esto el teatro tiene constantes cambios en su administración, pasando en el año 1942 a manos del municipio.
Desde los años 1960 comienza el proceso de extinción del Teatro Serrano. En el año 1961 se cerró por un tiempo dicho recinto para realizar arreglos en su infraestructura, entre los que se contemplaban el traslado de los servicios higiénicos, el cambio de piso, la ampliación del foyer, el arreglo de camarines, muros y techo. Las reparaciones toman más del tiempo estimado, volviendo a abrir las puertas del teatro en 1963, lo que causó indignación en la población. Luego, en 1968 tuvo que competir con el Cine Palace (1968-2000) teniendo así su mayor época de decadencia, debido a los elevados precios que seguía manteniendo las funciones del teatro, la mala condición de sus servicio, el deterioro de su infraestructura y la mala calidad de las películas que se exhibían. Luego de esto el Teatro Serrano cierra sus puertas definitivamente en el año 1978, pasando a utilizar su infraestructura como bodega. Pero fue hasta el terremoto de Algarrobo de 1985 que el Teatro Serrano deja de existir definitivamente. Su infraestructura quedó completamente dañada e inutilizable debido al derrumbe del edificio. 

### Historia de los teatros en la provincia
Anteriormente en Melipilla a lo largo del siglo XX existieron distintos teatros los cuales fueron: Teatro Apolo, Teatro Melipilla, Teatro Alhambra, Teatro Colón, Teatro Esmeralda, Teatro Serrano y el Cine Palace
| Teatro                       | Administrador (dueño o concesionario) |
| ---------------------------- | --- |
| Teatro Apolo (1908?-1911)    | Francisco Lueje y Ramón Roza |
| Teatro Melipilla (1911-1916) | - Compañía Cinematográfica del Pacífico, 1911 - Empresa Mardones y Patri, 1911 - Alfredo Castro, 1912-1916 - Empresa Grau, 1916 |
| Teatro Alhambra (1919-1920)  | Silva y Compañía |
| Teatro Colón (1921-1925)     | Juan Vizcaya |
| Teatro Esmeralda (1925-1934) | Eliserio Werchez y familia |
| Teatro Serrano (1933-1978)   | - Prensa y Compañía, 1933-1934 - Enzo Riderilli, 1934-1935 - Carlos Guillón, 1935-1936 - Rigoberto Ortega, 1936-1937 - Víctor Francione, 1937-1943 - Selman, Varcellino y Compañía Ltda., 1943-1949 - Hugo Stagno del Orto, 1950-1951 - Mariano Pérez, 1951-1952 - Moser y Maucher Ltda., 1952-1956 - Pérez y Sapag Ltda., 1956-1963 - José Massoud, 1964-1969 - Ernesto Sottolichio, 1964-1978 |
| Cine Palace (1968-2000)      | José Massoud |